# Kiklop (roman)
Kiklop je modernistički roman hrvatskog književnika Ranka Marinkovića iz 1965. godine. Razlomljen na fragmente, s elementima simbolizma i alegorije te esejističkim digresijama, prikazuje zagrebačku boemsku i intelektualnu sredinu neposredno prije izbijanja Drugog svjetskog rata. Jedan je od najvećih romana domaće književnosti druge polovice 20. stoljeća. Tumači se kao snažno antiratno djelo. U anketi Jutarnjeg lista provedenoj 2010. među 40-ak istaknutih teoretičara, povjesničara, glumaca, redatelja i ostalih izabran je za najbolji hrvatski roman svih vremena.

## Povijest
Prvo izdanje romana objavljeno je 1965. godine u beogradskoj Prosveti. Godine 1966. isti nakladnik je objavio drugo izdanje, a zatim su, tijekom godina, uslijedila izdanja i drugih nakladnika: Mladosti (Zagreb, 1971., 1979. i 1985.), slovenski prijevod Janka Modera (Mladinska knjiga, Ljubljana, 1975.), makedonski prijevod Taška Pecevskoga (Makedonska kniga, Skopje, 1977.), Nakladnog zavoda Matice hrvatske (Zagreb, 1981., s likovnim prilozima Ive Vojvodića), Grafičkog zavoda Hrvatske (Zagreb, 1982.), Globusa i Svjetlosti (Zagreb/Sarajevo, 1988.), Lukoma (Zagreb, 1996.), Otokara Keršovanija (Rijeka, 2002.), NIN-a (Beograd, 2004.), Školske knjige (Zagreb, 2008.) i Lektire (Kostrena, 2018.). Marinković je za Kiklopa dobio NIN-ovu nagradu i Nagradu Ivan Goran Kovačić.

## Sadržaj
U središtu radnje egzistencijalna je drama kazališnog kritičara Melkiora Tresića. On je anksiozni intelektualac koji se prisilno izgladnjuje kako bi izbjegao novačenje. Melkior se kreće gradom, razmišlja o vlastitoj sudbini, o sutonu europske kulture i civilizacije. Sa strepnjom svjedoči provali barbarstva i novog kanibalizma. Njegovo boemsko društvo liječi strah i bespomoćnost terevenkama, ekscesima, erotomanijom, pijanim raspravama, tučnjavama. Atmosfera u zagrebačkom boemskom miljeu pred Drugi svjetski rat obilježena je strahom i otuđenjem. Etičke vrijednosti se raspadaju, a društvo tone u kaos. 
U intelektualnim krugovima vlada potpuna dezorijentacija. Marinković je prikazuje kroz groteskne i ekscentrične scene u kavanama i na ulici. Svaki prizor naglo mijenja 'predznak', ali i narativnu intonaciju. Ozbiljno se brzo preobražava u humorno, patetično u banalno, tragično u sladunjavo i melodramatsko. Marinkovićevi prizori erotske raspojasanosti i kozerske anegdotike natopljeni su osjećajem neizvjesnosti i strahom od smrti. Tragika situacije u kojoj se nalaze likovi sugerira se posredno. Njegov postupak neki opisuju kao smijeh nad apsurdom, i uspoređuju s postupcima Charlieja Chaplina. 
Na ulici i u kavanskim scenama u 'Dajdamu' i 'Ugodnom kutiću' dominiraju figure Maestra, Uga i Don Ferdinanda. Oni su bizarni likovi cinika i lakrdijaša, sudionici farsičnih i crnohumornih zbivanja u kojima je Melkior uglavnom pasivan promatrač. Marinković donosi i druge likove: kiromanta ATMU, don Fernanda, fatalnu Vivijanu, nimfomanku Enku. Sporedni likovi su životniji od protagonista. Iako je on središnja svijest romana te uglavnom vodi radnju, Melkior je socijalno i intimno sterilan, i predstavlja se čitatelju tek kao hladan simbol. U snovima i solilokvijima nadolazeću opasnost zamišlja kao jednookog Kiklopa koji vreba da proždere sve oko sebe. U antičkom se mitu Odisej iz Kiklopove špilje spasio lukavstvom, ali od novovjekovnog čudovišta nema spasa. Da bi opstao u posve dehumaniziranom, animalnom svijetu, Melkior se spušta na razinu životinje, predaje se u ruke Kiklopu i puže u Zoopolis.
Roman je eruditski - područja na koja se oslanja su antička književnost i mitologija, Biblija, književnost zapadnoeuropskog kulturnog kruga, domaća književna tradicija, filozofija te povijesne osobe i događaji. Dijalozi među likovima često se svode na razmjenu literarnih citata, a jedan drugome testiraju memoriju i erudiciju bizarnim pitanjima o pojedinostima iz književnih djela. Roman je građen na načelima poetike digresivnosti: sazdan je od fragmenata, analitičkih inserata i već gotovih novelističkih cjelina. Sama radnja je razmjerno jednostavna, ali je literarni i simbolički svijet iznimno bogat. Neki dijelovi Kiklopa prepoznaju se kao ostvarenja iz žanrova feljtona, reportaže, alegorije, groteske, bestijarija, simpoziona, burleske, vodvilja. Karateristike autorovog literarnog postupka su i dvosmislenost, kontrasti, igre riječima, stilske bravure i improvizacije.

## Utjecaj

### Adaptacije
- Godine 1976. praizvedena je kazališna adaptacija Kiklopa u režiji Koste Spaića.[9]
- Prema romanu Kiklop Antun Vrdoljak je 1982. godine snimio istoimeni film s Franom Lasićem u glavnoj ulozi.

### Ostalo
Hrvatska knjižna Nagrada Kiklop ustanovljena 2004. godine nazvana je po ovom romanu.

## Vanjske poveznice
Mrežna mjesta
- Ivo Vidan, Što je Marinkovićev "Kiklop"?, Croatica 7-8/1976. (Hrčak)